# 27 juni
27 juni is de 178ste dag van het jaar (179ste dag in een schrikkeljaar) in de gregoriaanse kalender. Hierna volgen nog 187 dagen tot het einde van het jaar.

## Gebeurtenissen
- Algemeen
  - 1296 - Graaf Floris V wordt door edelen vermoord bij het Muiderslot.
  - 1947 - In Ukkel wordt 38,8 °C gemeten. Tot 2019 was dit de hoogste temperatuur die ooit in België was vastgesteld.
  - 1957 - Orkaan Audrey maakt vijfhonderd slachtoffers in de Amerikaanse staten Louisiana en Texas.
  - 1966 - De Nederlandse schrijver Gerard Reve treedt toe tot de Rooms-Katholieke Kerk.
  - 1980 - Een Italiaanse DC-9 met 81 inzittenden verongelukt boven de Tyrreense Zee; 17 jaar later blijkt de oorzaak een NAVO-raket te zijn.
  - 2009 - Het Belgische Stocletpaleis wordt toegevoegd aan de Werelderfgoedlijst van UNESCO.
  - 2010 - Op de Maasvlakte (Rotterdam) verongelukt een helikopter tijdens opnames van de Tour du Port, een toertocht voor wielerliefhebbers aan de vooravond van de start van de Ronde van Frankrijk 2010; vier personen komen om het leven en één persoon raakt zwaargewond.
  - 2010 - Een overvolle bus stort in een bergachtig gebied van Bolivia van een brug. Daardoor komen zeker 28 mensen om en raken 44 anderen gewond.
  - 2022 - Door een windhoos in Zierikzee komt één vrouw (73) om het leven, diverse personen raken gewond en de schade is groot.[1]
  - 2023 - In Frankrijk zijn er grote rellen in verscheidene steden nadat een jongeman door een politieman werd doodgeschoten bij een verkeerscontrole vlakbij Parijs. Er zijn massale vernielingen, plunderingen en confrontaties met politie.[2]
- Media
  - 1984 - Joop van Tijn en Max van Weezel, redacteuren van het opinieweekblad Vrij Nederland, ontvangen de Anne Vondelingprijs 1983 voor hun artikelen over de Nederlandse politiek in het algemeen en voor de door hen geschreven bijlage 'De Voorlichter' in het bijzonder.
  - 1999 - Willem Duys neemt afscheid als presentator van de AVRO.
  - 2009 - De Nederlandse popgroep Krezip geeft zijn afscheidsconcert.
  - 2014 - Allerlaatste uitzending van het Schooltv-weekjournaal, een Nederlandse actualiteitenrubriek speciaal voor scholieren van de basisschool.
- Oorlog
  - 1862 - Slag bij Gaines'Mill tijdens de Amerikaanse Burgeroorlog. Beslissende Zuidelijke overwinning en redding van Richmond.
  - 1941 - Het Nederlandse schip de SS Oberon in  konvooi SL-76 op weg van Freetown naar Engeland met een lading palmpitten wordt getorpedeerd door de onderzeeboot U 123. 6 doden
  - 1993 - De VS vuren kruisraketten af op doelen in Bagdad als vergelding voor een plan om oud-president Bush te vermoorden.
  - 2012 - De islamistische beweging Ansar Dine verovert Timboektoe op de Malinese rebellen van de MNLA.
- Politiek
  - 1889 - Huwelijk van prins Willem van Hohenzollern en prinses Maria Theresia van Bourbon in Slot Sigmaringen.
  - 1905 - Er breekt muiterij uit op het Russische oorlogsschip Potemkin.
  - 1954 - Operatie PBSUCCESS: Het leger, gesteund door de CIA, werpt de democratisch gekozen regering van Jacobo Arbenz Guzmán van Guatemala omver.
  - 1968 - Vier leden van de Boerenpartij (Evert Jan Harmsen, Johan van de Brake, Wouter van Harselaar en Hubert Kronenburg) splitsen zich af en gaan in de Nederlandse Tweede Kamer verder als de Groep Harmsen.
  - 1973 - President Juan María Bordaberry van Uruguay ontbindt het parlement.
  - 1977 - Djibouti wordt onafhankelijk van Frankrijk.
  - 2007 - De Britse premier Tony Blair legt na tien jaar zijn ambt neer.
  - 2008 - De Vlaamse regering beslist om een grondig onafhankelijk onderzoek te laten uitvoeren naar de alternatieven voor de Oosterweelverbinding inclusief de Lange Wapperbrug.
  - 2017 - De Venezolaanse regering zegt dat een helikopter het Hooggerechtshof en het ministerie van Binnenlandse Zaken heeft aangevallen. President Nicolás Maduro spreekt van een terroristische aanslag.
  - 2018 - Vandaag is bekendgemaakt dat Femke Halsema de nieuwe burgemeester van Amsterdam is geworden.
- Religie
  - 1525 - Bruiloftsfeest van Maarten Luther en Katharina von Bora in Wittenberg.
  - 1844 - Joseph Smith, leider van de Mormonen, en zijn broer Hyrum worden in de gevangenis te Carthage, Illinois, door tegenstanders van de Mormoonse Kerk gelyncht.
  - 1975 - De Voorzitter van de Staatsraad van Bulgarije, Todor Zjivkov, stelt Paus Paulus VI tijdens een audiëntie in Rome op de hoogte van de dood van bisschop Eugen Bossilkov in een gevangenis in Sofia in 1952.
  - 1977 - Paus Paulus VI creëert vier nieuwe kardinalen, onder wie de Duitse aartsbisschop van München en Freising Joseph Ratzinger.
  - 1994 - Verheffing van het Bisdom Berlijn in Duitsland tot Aartsbisdom Berlijn en van de Apostolische Administraties Erfurt, Görlitz en Maagdenburg tot bisdommen.
- Sport
  - 1916 - Oprichting van de Chileense voetbalclub Club de Deportes Green Cross.
  - 1962 - Oprichtingsdatum van de Nederlandse profvoetbalclub Roda JC uit Limburg (Kerkrade). De club kwam voort uit een fusie tussen Rapid JC en Roda Sport.
  - 1984 - Gastland Frankrijk wint in Parijs het EK voetbal door Spanje in de finale met 2-0 te verslaan.
  - 2007 - De Ethiopische atleet Haile Gebrselassie vestigt het werelduurrecord atletiek in Ostrava: in één uur tijd loopt hij 21285 m.
  - 2018 - In Moskou verliest Duitsland verrassend van Zuid-Korea en zijn daardoor al na de groepsfase uitgeschakeld bij WK voetbal.
- Wetenschap en technologie
  - 1909 - In Etten-Leur vindt de eerste gemotoriseerde vlucht boven Nederland plaats. De piloot is de Franse luchtvaartpionier Charles de Lambert.
  - 1954 - In Obninsk, Rusland, wordt de eerste energieproducerende kerncentrale opgestart.
  - 1960 - Chemische synthese van chlorofyl door Robert Woodward.
  - 1979 - In Ponypark Slagharen vindt de plechtige opening plaats van Looping Star, de eerste achtbaan ooit in Nederland die over de kop gaat.
  - 1997 - Planetoïde (253) Mathilde krijgt bezoek van NASA's NEAR (Near Earth Asteroid Rendezvous) Shoemaker ruimtevaartuig. De sonde is onderweg naar planetoïde (433) Eros en maakt tijdens de passage honderden foto's van (253) Mathilde.[3]

## Geboren

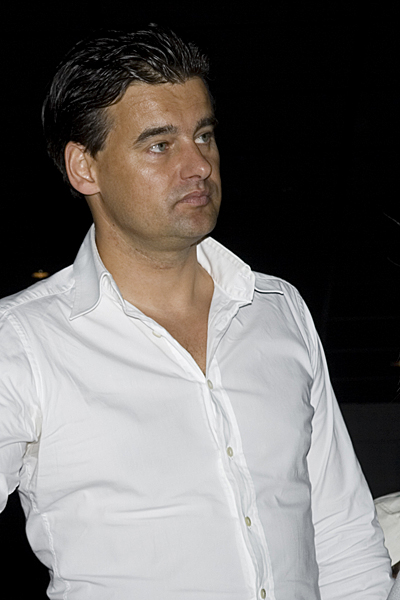
Wilfred Genee
geboren in 1967

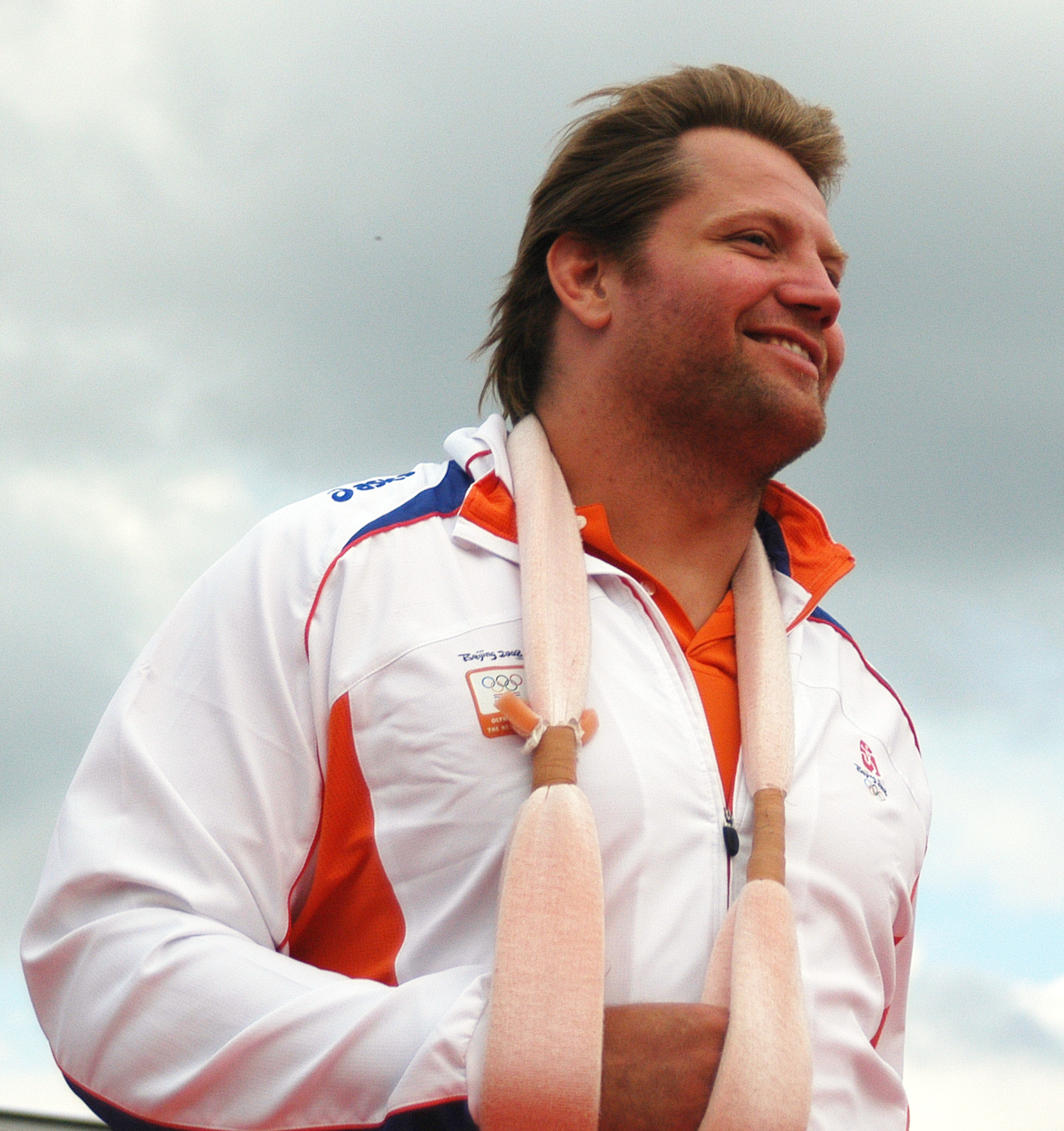
Dennis van der Geest
geboren in 1975

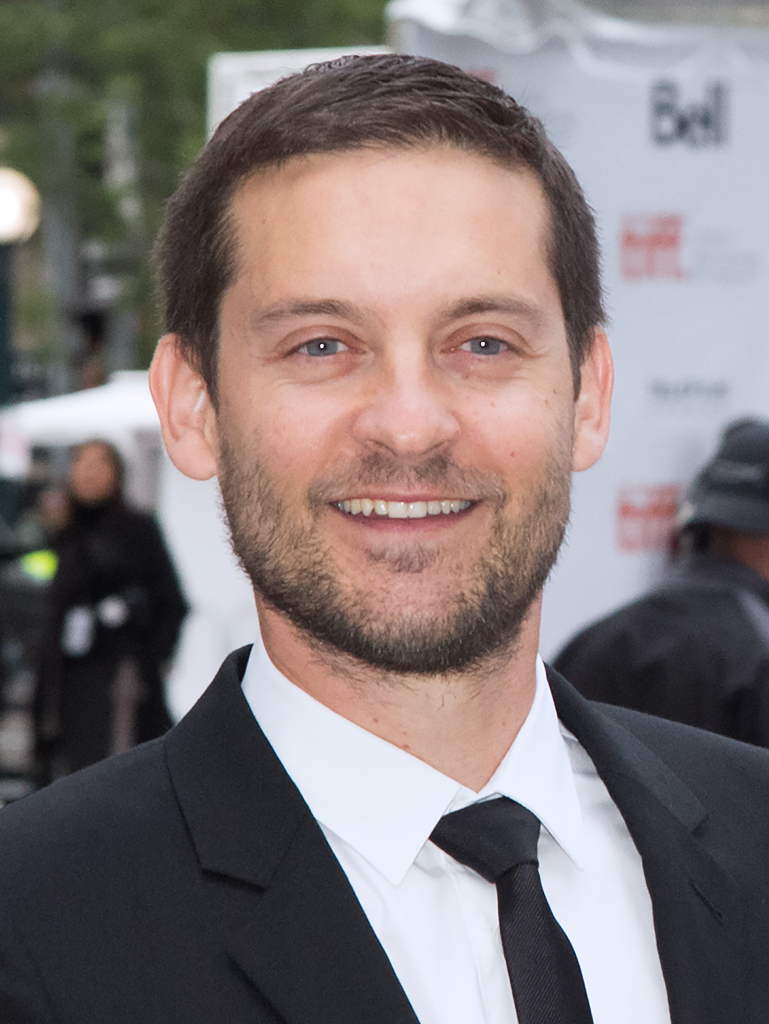
Tobey Maguire
geboren in 1975

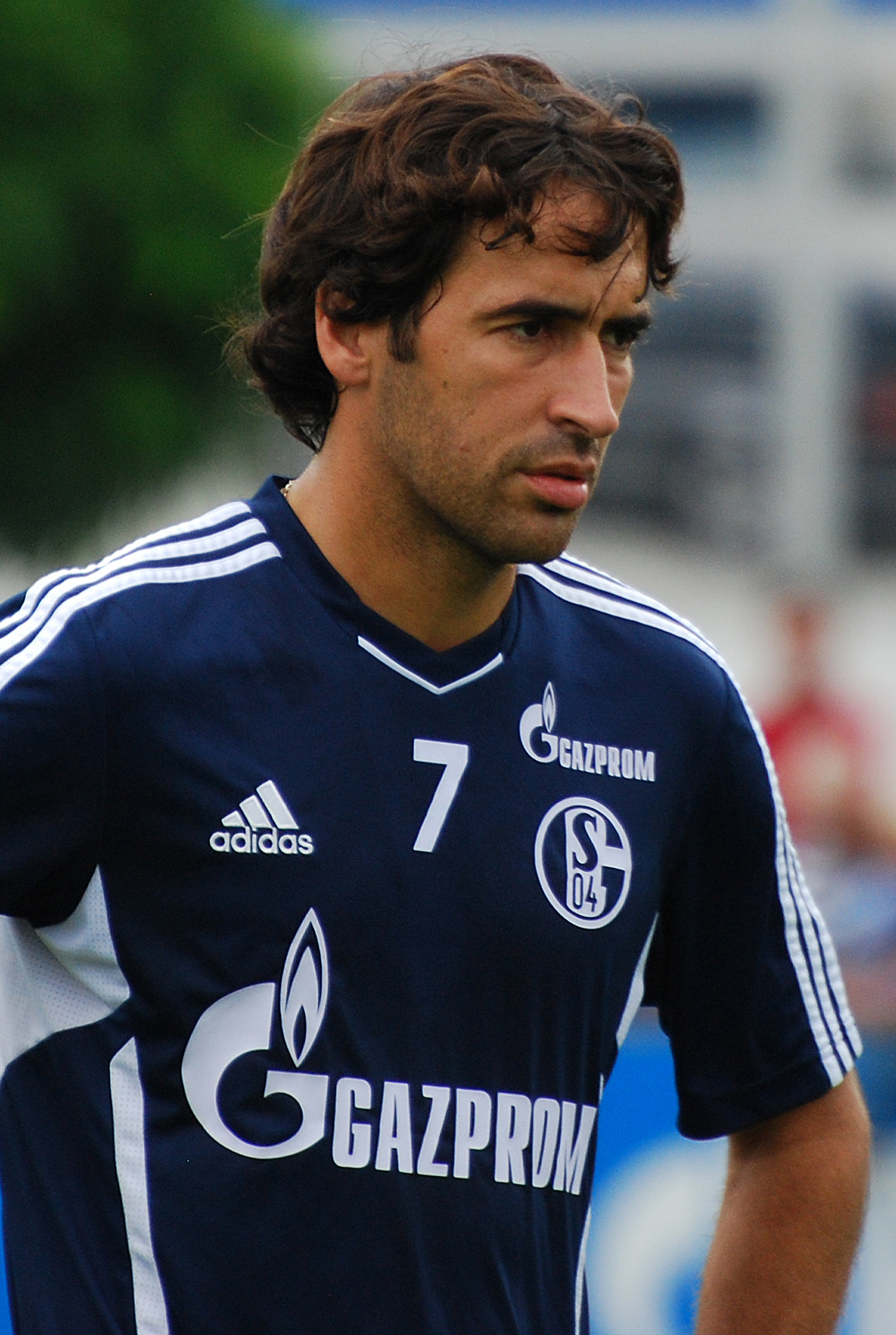
Raúl González Blanco
geboren in 1977

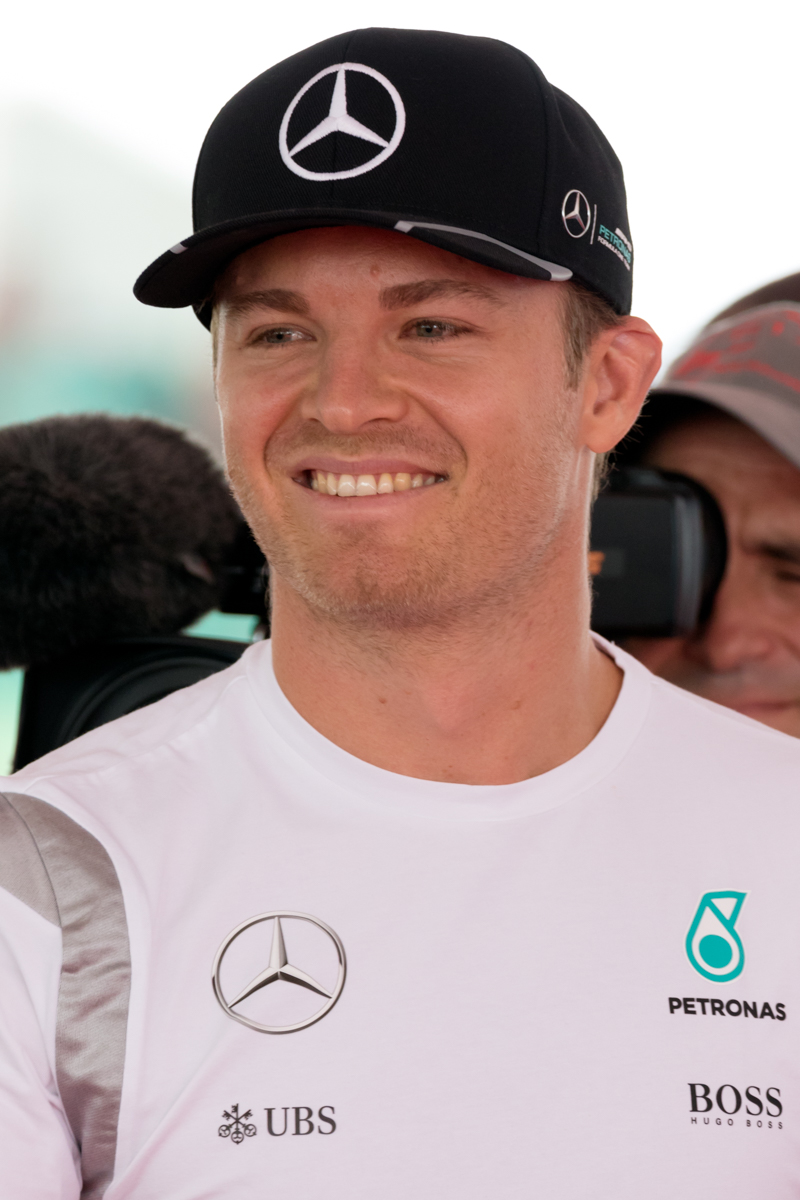
Nico Rosberg
geboren in 1985

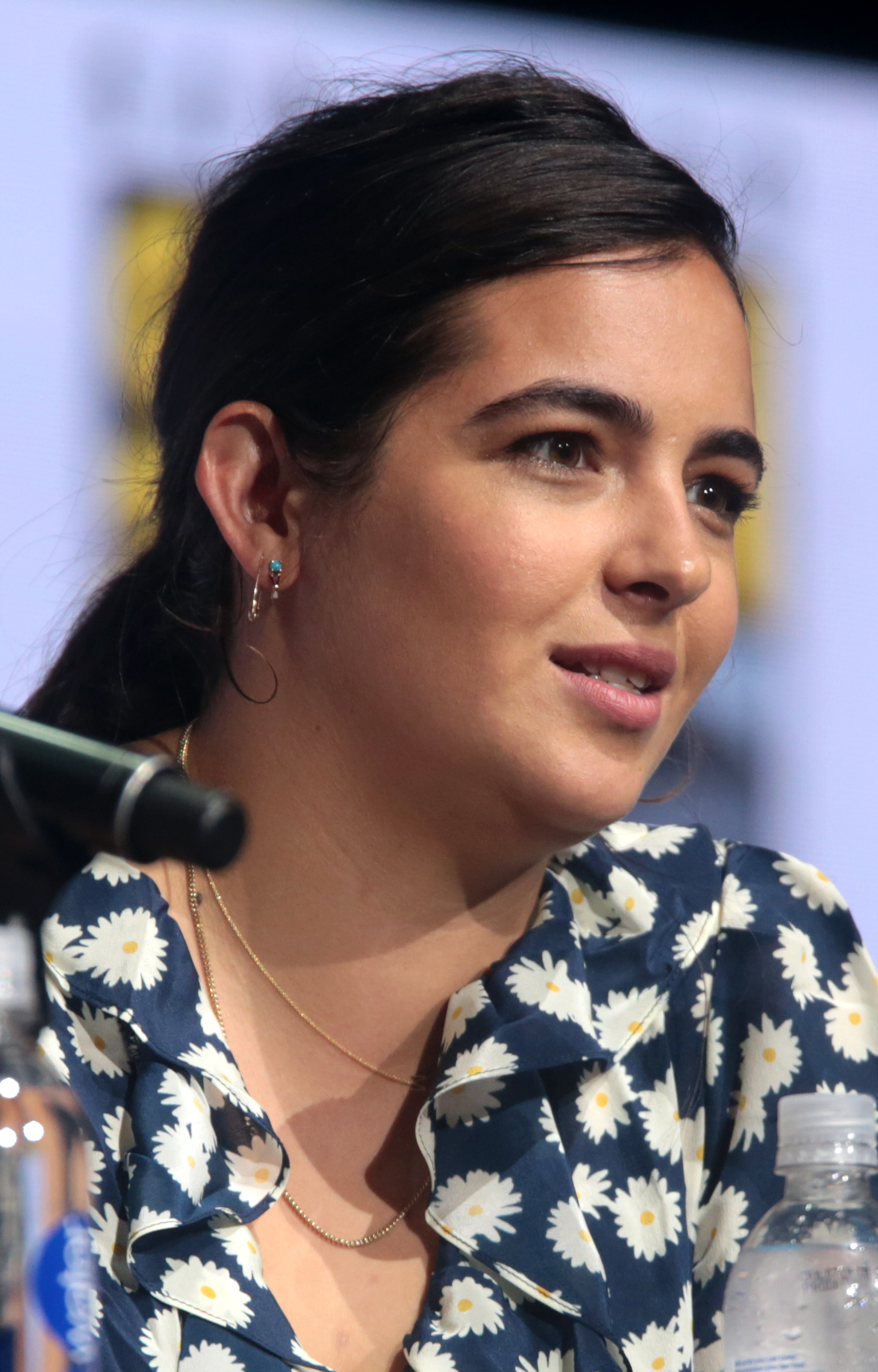
Alanna Masterson
geboren in 1988

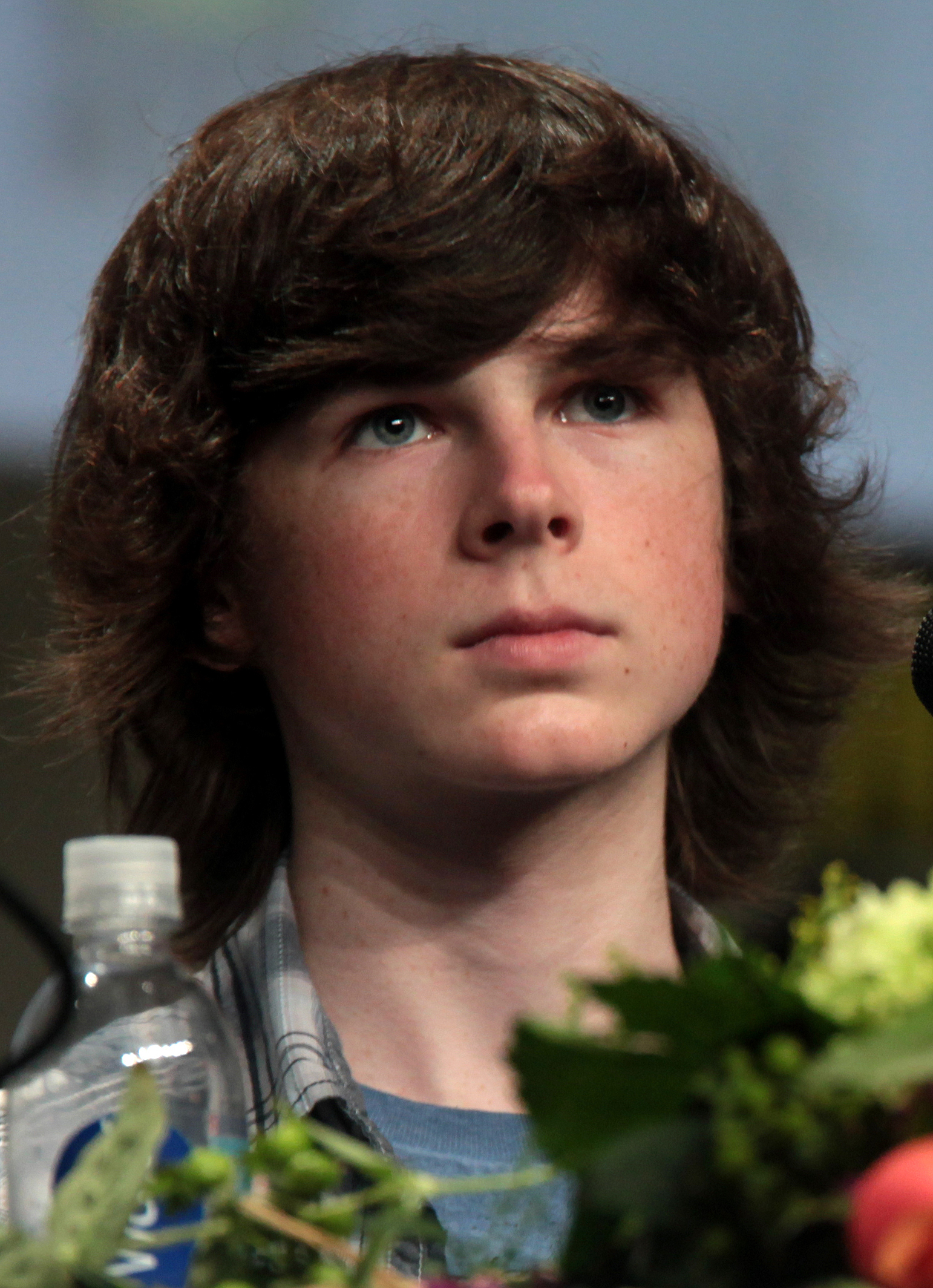
Chandler Riggs
geboren in 1999

- 1441 - Johan III van Nassau-Weilburg, graaf van Nassau-Weilburg (overleden 1480)
- 1462 - Lodewijk XII, koning van Frankrijk (overleden 1515)
- 1550 - Karel IX, koning van Frankrijk (overleden 1574)
- 1740 - James Woodforde, Engels dagboekschrijver (overleden 1803)
- 1806 - Augustus De Morgan, Brits wiskundige en logicus (overleden 1871)
- 1808 - Everhardus Johannes Potgieter, Nederlands schrijver (overleden 1875)
- 1819 - Ernst Falkbeer, Oostenrijks schaker (overleden 1885)
- 1846 - Charles Stewart Parnell, Iers politicus (overleden 1891)
- 1862 - Janez Puh, Sloveens uitvinder (overleden 1914)
- 1869 - Emma Goldman, Amerikaans feministe (overleden 1940)
- 1880 - Helen Keller, Amerikaans taalkundige (overleden 1968)
- 1892 - Zoilo Hilario, Filipijns schrijver, politicus en jurist (overleden 1963)
- 1892 - Erich Köhler, Duits politicus (overleden 1958)
- 1902 - Leon Pichay, Filipijns schrijver en dichter (overleden 1970)
- 1906 - Catherine Cookson, Engels schrijfster (overleden 1998)
- 1906 - Ladislau da Guia, Braziliaans voetballer (overleden 1988)
- 1909 - Peter Hahn, Duits-Amerikaans autocoureur (overleden 1991)
- 1909 - Wim Schuijt, Nederlands politicus (overleden 2009)
- 1913 - Philip Guston, Amerikaans kunstschilder (overleden 1980)
- 1914 - Robert Aickman, Engels schrijver (overleden 1981)
- 1914 - Helena Benitez, Filipijns senator en universiteitsbestuurder (overleden 2016)
- 1924 - Herbert Weiz, Duits politicus (overleden 2023)
- 1925 - Michael Dummett, Brits filosoof (overleden 2011)
- 1925 - Doc Pomus, Amerikaans blueszanger en songwriter (overleden 1991)
- 1925 - Francisco Rodrigues (Rodrigues), Braziliaans voetballer (overleden 1988)
- 1928 - Antoinette Spaak, Belgisch politica (overleden 2020)
- 1928 - Josy Stoffel, Luxemburgs turner (overleden 2021)
- 1930 - Ross Perot, Amerikaans zakenman (overleden 2019)
- 1931 - Anatoli Iljin, Sovjet-Russisch voetballer (overleden 2016)
- 1931 - Martinus Veltman, Nederlands theoretisch natuurkundige en Nobelprijswinnaar 1999 (overleden 2021)
- 1932 - Anna Moffo, Amerikaans sopraan (overleden 2006)
- 1933 - Dore Smit, Nederlands omroepster en actrice (overleden 2021)
- 1935 - Elly Witkamp, Nederlands atlete (overleden 2021)
- 1936 - Julos Beaucarne, Belgisch artiest (overleden 2021)
- 1937 - Givi Tsjocheli, Sovjet-Georgisch voetballer en trainer (overleden 1994)
- 1938 - Konrad Kujau, Duits vervalser (overleden 2000)
- 1939 - Carola Gijsbers van Wijk, Nederlands actrice
- 1941 - Krzysztof Kieślowski, Pools regisseur (overleden 1996)
- 1942 - Chris Irwin, Brits autocoureur
- 1942 - Rein de Vries, Nederlands zanger
- 1943 - Theo Kelchtermans, Belgisch politicus
- 1943 - Harm Ottenbros, Nederlands wielrenner (overleden 2022)
- 1944 - Will Jennings, Amerikaans songwriter (overleden 2024)
- 1944 - Kees Ouwens, Nederlands dichter en romanschrijver (overleden 2004)
- 1944 - Patrick Sercu, Belgisch (baan)wielrenner (overleden 2019)
- 1946 - Truus Looijs, Nederlands zwemster
- 1947 - Hans Ooft, Nederlands voetballer en voetbaltrainer
- 1951 - Fer Abrahams, Nederlands popjournalist, presentator en organisator van concerten
- 1951 - Ulf Andersson, Zweeds schaker
- 1951 - Mary McAleese, Iers politicus
- 1952 - Rogier de Jong, Nederlands dichter en columnist
- 1952 - Paul Wellens, Belgisch profwielrenner
- 1953 - Frans Peeters, Belgisch politicus
- 1954 - Dave Whitcombe, Engels darter
- 1955 - Isabelle Adjani, Frans actrice
- 1955 - Cees Bijl, Nederlands burgemeester
- 1955 - Frank de Grave, Nederlands politicus
- 1956 - Ted Haggard, Amerikaans voorganger
- 1957 - Gabriella Dorio, Italiaans atlete
- 1957 - Erik Hamrén, Zweeds voetballer en voetbaltrainer
- 1957 - Jack Poels, Nederlands zanger
- 1959 - Pieter-Jaap Aalbersberg, Nederlands politiefunctionaris; hoofdcommissaris van Amsterdam
- 1959 - Pétur Pétursson, IJslands voetballer en-trainer
- 1962 - Michael Ball, Brits zanger
- 1963 - John Reynolds, Brits motorcoureur
- 1964 - Stephan Brenninkmeijer, Nederlands regisseur
- 1964 - Bruce Kendall, Nieuw-Zeelands windsurfer
- 1965 - Juan Guamán, Ecuadoraans voetballer
- 1966 - J.J. Abrams, Amerikaans acteur
- 1966 - Aigars Kalvītis, minister-president van Letland
- 1967 - Wilfred Genee, Nederlands televisiepresentator
- 1968 - Thorsten Kinhöfer, Duits voetbalscheidsrechter
- 1968 - Laurent Porchier, Frans roeier
- 1969 - Viktor Petrenko, Oekraïens kunstschaatser
- 1969 - Dennis den Turk, Nederlands voetballer
- 1969 - Petra Westerhof, Nederlands paralympisch sportster
- 1970 - Lars Jönsson, Zweeds tennisser
- 1971 - Susan Blokhuis, Nederlands televisiepresentatrice
- 1971 - Dipendra, kroonprins van Nepal (overleden 2001)
- 1972 - Cécile Koekkoek, Nederlands journaliste en publiciste
- 1974 - Tesfaye Eticha, Ethiopisch/Zwitsers atleet
- 1974 - Sabine Herbst, Duits zwemster
- 1974 - Christian Kane, Amerikaans acteur
- 1974 - Anthony Morin, Frans wielrenner
- 1974 - Wim Soutaer, Belgisch zanger
- 1975 - Dennis van der Geest, Nederlands judoka
- 1975 - Tobey Maguire, Amerikaans acteur
- 1977 - Raúl González Blanco, Spaans voetballer
- 1977 - Nicole Aunapu Mann, Amerikaans testpiloot en ruimtevaarder
- 1977 - Andrej Porázik, Slowaaks voetballer
- 1977 - Arkadiusz Radomski, Pools voetballer
- 1978 - Malik Allen, Amerikaans basketballer
- 1980 - Priscah Jepleting Cherono, Keniaans atlete
- 1980 - Cemil Gulbas, Belgisch schaker
- 1982 - Ilse Pol, Nederlands atlete
- 1983 - Alsou, Russisch zangeres
- 1984 - Khloé Kardashian, Amerikaans televisiepersoonlijkheid
- 1984 - José Holebas, Grieks voetballer
- 1984 - Gökhan Inler, Zwitsers voetballer
- 1985 - Kaio de Almeida, Braziliaans zwemmer
- 1985 - Soetkin Baptist, Belgisch zangeres
- 1985 - Svetlana Koeznetsova, Russisch tennisster
- 1985 - Nico Rosberg, Duits-Fins autocoureur
- 1986 - Drake Bell, Amerikaans acteur en zanger
- 1986 - Bryan Fletcher, Amerikaans Noordse combinatieskiër
- 1986 - John Swinkels, Nederlands paralympisch sporter
- 1987 - Julien Bérard, Frans wielrenner
- 1987 - Steve Duplinsky, Amerikaans triatleet
- 1987 - Clifford Ngobeni, Zuid-Afrikaans voetballer
- 1987 - Ed Westwick, Engels acteur
- 1988 - Célia Šašić, Duits voetbalster
- 1988 - Kate Ziegler, Amerikaans zwemster
- 1988 - Alanna Masterson, Amerikaans actrice
- 1989 - Vincent Luis, Frans triatleet
- 1990 - Iván Darío Bothia, Colombiaans wielrenner (overleden 2024)
- 1990 - Laura van der Heijden, Nederlands handbalster
- 1990 - Taylor Phinney, Amerikaans wielrenner
- 1991 - Jordy Clasie, Nederlands voetballer
- 1991 - Kyle Smaine, Amerikaans freestyleskiër (overleden 2023)
- 1991 - Madylin Anne Sweeten, Amerikaans actrice
- 1992 - Julien Watrin, Belgisch atleet
- 1992 - Ferry Weertman, Nederlands zwemmer
- 1995 - Ryan Held, Amerikaans zwemmer
- 1995 - Dmitri Soeranovitsj, Russisch autocoureur
- 1995 - Glódís Perla Viggósdóttir, IJslands voetbalster
- 1997 - Puck Louwes, Nederlands voetbalster
- 1997 - Shannon Purser, Amerikaans actrice
- 1997 - Ramadan Sobhi, Egyptisch voetballer
- 1998 - Marius Lindvik, Noors schansspringer
- 1998 - Max Moffatt, Canadees freestyleskiër
- 1999 - Chandler Riggs, Amerikaans acteur
- 2000 - Kastriot Imeri, Zwitsers voetballer
- 2001 - Chelsea Hodges, Australisch zwemster
- 2003 - Irina Sidorkova, Russisch autocoureur
- 2004 - Teyah Goldie, Engels voetbalster
- 2004 - Khiara Keating, Engels voetbalster
- 2005 - Loïs Wieringa, Nederlands voetbalster
- 2007 - Théophile Naël, Frans autocoureur

## Overleden

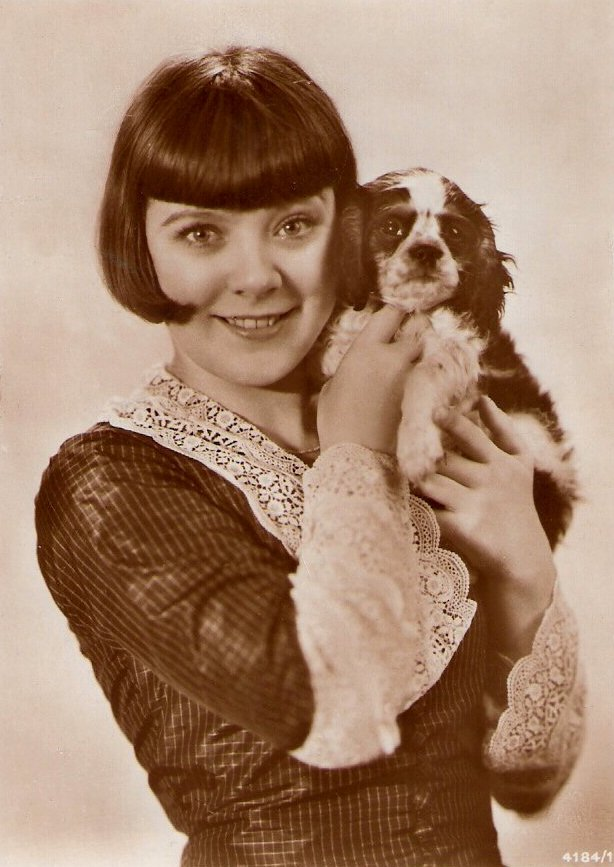
Truus van Aalten
overleden in 1999

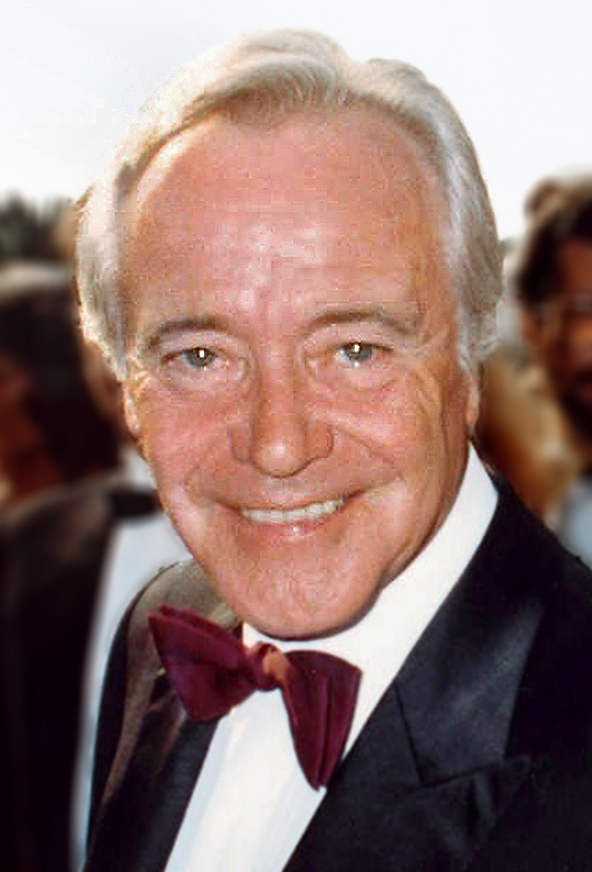
Jack Lemmon
overleden in 2001

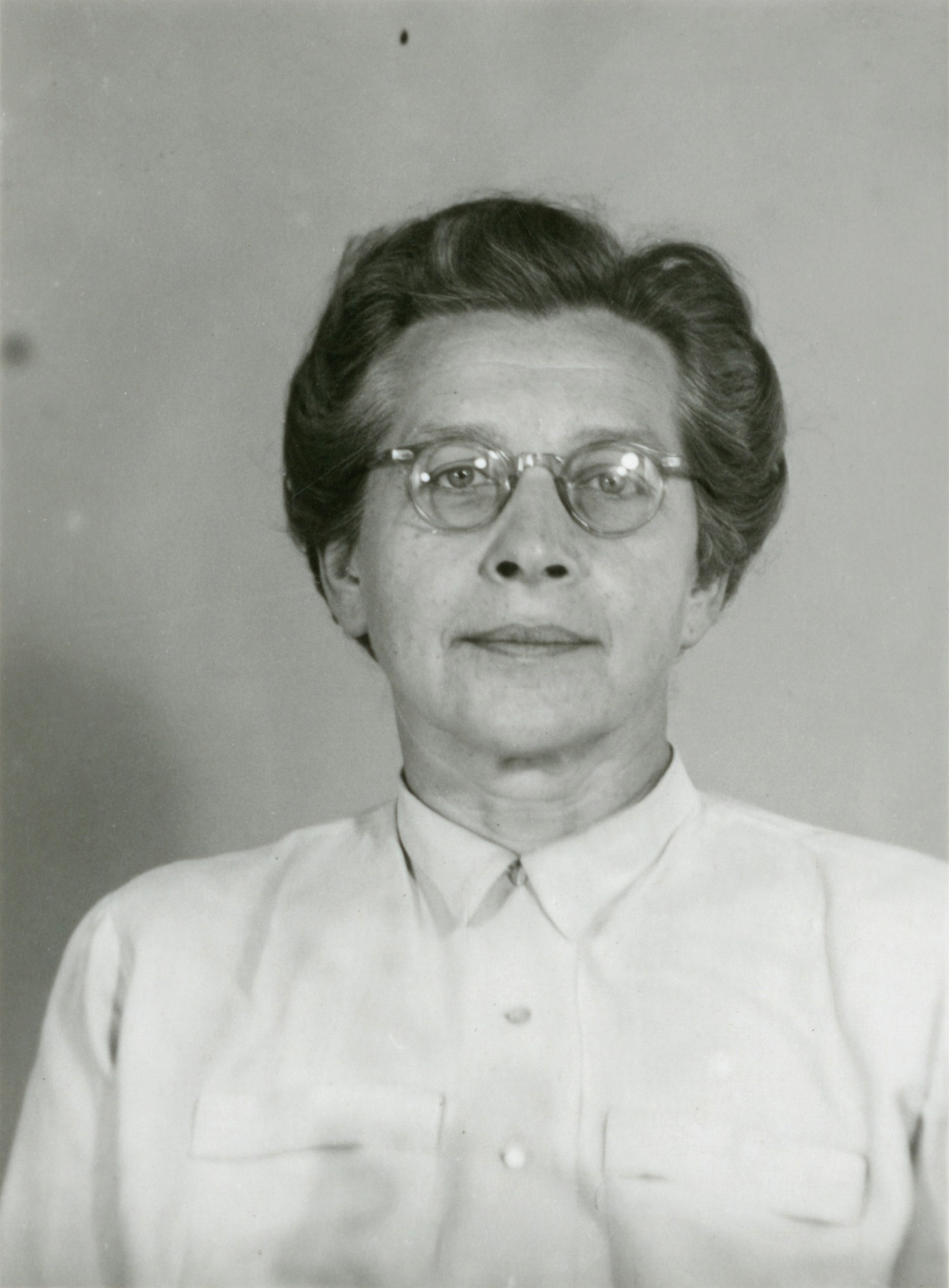
Milada Horáková
overleden in 1950

- 444 - Cyrillus I, monnik en patriarch van Alexandrië
- 1296 - Graaf Floris V (42)
- 1388 - Imagina van Westerburg, Duits adellijke vrouw
- 1458 - Alfons V van Aragón (~62), koning van Aragón
- 1524 - Adriana van Glymes (29), Nederlands adellijke vrouw
- 1574 - Giorgio Vasari (62), Italiaans kunstschilder
- 1775 - Ignaz Günther (49), Duits beeldhouwer
- 1839 - Allan Cunningham (47), Engels botanicus en ontdekkingsreiziger in Australië
- 1844 - Joseph Smith (38), grondlegger van de Mormoonse leer
- 1856 - Joseph Meyer (60), Duits uitgever
- 1936 - Bernard Rubin (39), Australisch autocoureur en piloot
- 1944 - Vera Menchik (38), Tsjechisch schaakster
- 1950 - Milada Horáková (48), Tsjechisch politica
- 1953 - Mary Anderson (uitvindster) (87), Amerikaanse uitvindster van de ruitenwisser
- 1954 - Maximilian von Weichs (72), Duits generaal-veldmaarschalk tijdens de Tweede Wereldoorlog
- 1957 - Hermann Buhl (32), Oostenrijks bergbeklimmer
- 1960 - Ida Simons (49), Nederlands schrijfster en pianiste
- 1962 - Maria Dermoût (74), Nederlands-Indische schrijfster
- 1965 - Bertus Mooi Wilten (51), Nederlands zwemmer
- 1965 - Harry Porter (82), Amerikaans atleet
- 1975 - Robert Stolz (94), Oostenrijks componist en dirigent
- 1988 - José Ignacio Palma (77), Chileens politicus
- 1988 - Louis Versyp (79), Belgisch voetballer
- 1989 - Alfred Ayer (78), Brits filosoof
- 1990 - Hans Lachman (84), Nederlands componist
- 1991 - Klaas Bruinsma (37), Nederlands drugsbaron
- 1991 - Molly Geertsema (72), Nederlands politicus
- 1994 - Sam Hanks (79), Amerikaans autocoureur
- 1995 - Nida Senff (75), Nederlands zwemster en olympisch kampioene
- 1997 - Ken Richardson (85), Brits autocoureur
- 1997 - Frans Verpoorten (73), Nederlands schilder, beeldhouwer en graficus
- 1997- Ondino Viera (96), Uruguayaans voetbalcoach
- 1998 - Alfred Kossmann (76), Nederlands schrijver
- 1999 - Truus van Aalten (88), Nederlands filmactrice en onderneemster
- 1999 - Georgios Papadopoulos (80), Grieks militair
- 2000 - Pierre Pflimlin (92), Frans politicus
- 2001 - Tove Jansson (86), Fins auteur en illustrator
- 2001 - Jack Lemmon (76), Amerikaans filmacteur
- 2002 - John Entwistle (57), Brits bassist
- 2004 - Jean Graczyk (70), Frans wielrenner
- 2004 - Fred Ramdat Misier (78), Surinaams politicus
- 2005 - John T. Walton (58), Amerikaans zakenman
- 2007 - Patrick Allotey (28), Ghanees voetballer
- 2008 - Francesco Domenico Chiarello (109), Italiaans oorlogsveteraan
- 2008 - Vinicio Gómez (48), Guatemalteeks politicus
- 2008 - Jean Jakus (89), Belgisch dirigent
- 2009 - Victoriano Crémer (102), Spaans dichter en journalist
- 2009 - Willy Kyrklund (88), Fins-Zweeds schrijver
- 2010 - Dolph Briscoe (87), Amerikaans politicus
- 2010 - Sjoerd Kooistra (59), Nederlands horeca-ondernemer
- 2010 - Niek Pancras (72), Nederlands acteur
- 2011 - Thierry Martens (69), Belgisch stripscenarist en hoofdredacteur
- 2012 - Don Grady (68), Amerikaans acteur, musicus en componist
- 2013 - Stefano Borgonovo (49), Italiaans voetballer
- 2013 - John Doms (88), Belgisch atleet
- 2014 - Bobby Womack (70), Amerikaans zanger
- 2015 - Chris Squire (67), Brits basgitarist en zanger
- 2016 - Patrick Duinslaeger (63), Belgisch procureur
- 2016 - Pelle Gudmundsen-Holmgreen (83), Deens componist
- 2016 - Harry Halbreich (85), Belgisch musicoloog
- 2016 - Aharon Ipalé (74), Israëlisch acteur
- 2016 - Oh Se-jong (33), Zuid-Koreaans schaatser
- 2016 - Bud Spencer (86), Italiaans acteur
- 2016 - Alvin Toffler (87), Amerikaans publicist en futuroloog
- 2017 - Michael Nyqvist (56), Zweeds acteur
- 2018 - Joe Jackson (89), Amerikaans artiestenmanager
- 2018 - Marjan Unger (72), Nederlands sieraadhistoricus
- 2020 - Dumitru Comănescu (111), Roemeens supereeuweling
- 2020 - Linda Cristal (86), Argentijns actrice
- 2020 - Joseph Lesecque (65), Belgisch atleet
- 2020 - Ilija Petković (74), Servisch voetbalcoach
- 2020 - Alexander Schnitger (61), Nederlands militair
- 2021 - Noel Furlong (83), Iers pokerspeler en zakenman
- 2021 - Burton Greene (84), Amerikaans jazzpianist
- 2022 - Leonardo Del Vecchio (87), Italiaans zakenman
- 2022 - Michael Stenger (71), Amerikaans beveiligingsambtenaar
- 2022 - Joe Turkel (94), Amerikaans acteur
- 2023 - Jochen Arp (78), Duits jazzmuzikant
- 2023 - Evelyn Boyd Granville (99), Amerikaans wiskundige
- 2023 - Pascal Mercier (Peter Bieri) (79), Zwitsers filosoof en schrijver
- 2024 - Kinky Friedman (79), Amerikaans muzikant, schrijver en politicus
- 2024 - Aleksandr Knajfel (80), Russisch componist en cellist
- 2024 - Martin Mull (80), Amerikaans acteur en scenarioschrijver
- 2024 - Landry N'Guémo (38), Kameroens voetballer
- 2024 - Mikola Chrjapa (45), Oekraïens basketbalspeler
- 2025 - Marjan Margadant-van Arcken (79), Nederlands bijzonder hoogleraar natuur- en milieueducatie

## Viering/herdenking

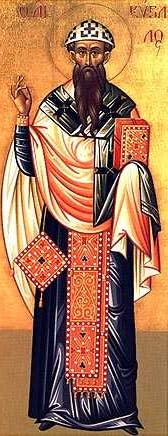
Cyriel van Alexandrië

- Djibouti - Onafhankelijkheid van Frankrijk (1977)
- Opstand van Cornwall in 1497 in Bodmin, Cornwall
- Rooms-katholieke kalender:
  - Heilige Cyriel van Alexandrië († 444) - Vrije Gedachtenis
  - Heilige Ladislas (van Hongarije) († 1095)
  - Heilige Johannes van Chinon († na 530)
  - Heilige Ariald van Como († 1066)
  - Onze-Lieve-Vrouw van Altijddurende Bijstand

## Weerextremen

### Nederland
| | Officiële records | Officiële records | Officiële records |      | Landelijke records | Landelijke records | Landelijke records |
| Gebeurtenis | Jaar              | Extreem           | Locatie           | Jaar | Extreem            | Locatie            |                    |
| --- | ----------------- | ----------------- | ----------------- | ---- | ------------------ | ------------------ | ------------------ |
| Laagste etmaalgemiddelde temperatuur (°C) | 1978              | 11,2              | De Bilt           |      | 1923               | 9,1                | Eelde              |
| Hoogste etmaalgemiddelde temperatuur (°C) | 1947              | 26,9              | De Bilt           |      | 1947               | 28,7               | Maastricht         |
| Laagste minimumtemperatuur (°C) | 1939              | 3,7               | De Bilt           |      | 1911               | 3,0                | Eelde              |
| Hoogste minimumtemperatuur (°C) | 1947              | 19,4              | De Bilt           |      | 1976               | 21,5               | IJmuiden           |
| Laagste maximumtemperatuur (°C) | 1951              | 13,5              | De Bilt           |      | 1981               | 12,2               | De Kooy            |
| Hoogste maximumtemperatuur (°C) | 1947              | 35,6              | De Bilt           |      | 1947               | 37,2               | Maastricht         |
| Hoogste uurgemiddelde windsnelheid (m/s) | 1938              | 10,8              | De Bilt           |      | 1966               | 19,5               | Vlissingen         |
| Hoogste windstoot (m/s) | 1968, 1999        | 18,0              | De Bilt           |      | 2008               | 25,0               | Vlieland           |
| Langste zonneschijnduur (uur) | 1902              | 16,7              | De Bilt           |      | 1902               | 16,7               | De Bilt            |
| Langste neerslagduur (uur) | 1966              | 16,5              | De Bilt           |      | 1966               | 16,5               | De Bilt            |
| Hoogste etmaalsom van de neerslag (mm) | 1930              | 47,5              | De Bilt           |      | 1991               | 49,7               | Marknesse          |
| Laagste etmaalgemiddelde relatieve vochtigheid (%) | 1902              | 42                | De Bilt           |      | 1902 1947          | 42 42              | De Bilt Maastricht |
| Laagste uurwaarde luchtdruk op zeeniveau (hPa) | 1958              | 990,8             | De Bilt           |      | 1958               | 988,0              | Vlissingen         |
| Hoogste uurwaarde luchtdruk op zeeniveau (hPa) | 2019              | 1029,9            | De Bilt           |      | 2019               | 1031,0             | Vlieland           |
| Officiële records worden altijd gemeten op het KNMI-weerstation in De Bilt. Landelijke records kunnen worden gemeten op elk officieel KNMI-weerstation in Nederland. |                   |                   |                   |      |                    |                    |                    |

Uitzonderlijke gebeurtenissen
- 1902 - Officieel maandrecord langste zonneschijnduur in uren van juni gemeten in De Bilt: 16,7. Samen met 24, 26 en 28 juni 1902
- 1902 - Landelijk maandrecord langste zonneschijnduur in uren van juni gemeten in De Bilt: 16,7. Samen met 24, 26 en 28 juni 1902
- 1947 - Officieel maandrecord hoogste etmaalgemiddelde temperatuur in °C van juni gemeten in De Bilt: 26,9
- 1947 - Officieel hoogste minimumtemperatuur in °C van het jaar gemeten in De Bilt: 19,4
- 1947 - Officieel maandrecord hoogste maximumtemperatuur in °C van juni gemeten in De Bilt: 35,6
- 1947 - Landelijk maandrecord hoogste maximumtemperatuur in °C van juni gemeten in Maastricht: 37,2
- 1953 - Officieel hoogste minimumtemperatuur in °C van het jaar gemeten in De Bilt: 18,0
- 1973 - Officieel hoogste minimumtemperatuur in °C van het jaar gemeten in De Bilt: 18,0
- 2011 - Eerste officiële tropische dag van het jaar (maximumtemperatuur ≥ 30 °C in De Bilt)
- 2022 - De plaats Zierikzee wordt getroffen door een windhoos.[5]

### België
Dagrecords
- 1923 - Laagste etmaalgemiddelde temperatuur 10,2 °C
- 1947 - Hoogste etmaalgemiddelde temperatuur 29,8 °C. Dit is de warmste dag ooit sinds 1833.
- 1923 - Laagste minimumtemperatuur 3,5 °C
- 1947 - Hoogste maximumtemperatuur 38,8 °C.[7] Dit is de hoogste maximumtemperatuur ooit sinds 1833.
- 1882 - Hoogste etmaalsom van de neerslag 27,8 mm

Uitzonderlijke gebeurtenissen
- 1923 - Minimumtemperatuur −0,4 °C in Belgisch Lotharingen.
- 1947 - Maximumtemperatuur van 38,8 °C: dit is de hoogste waarde ooit voor Ukkel.
- 1974 - 54 mm neerslag in Zoutleeuw.

<< · 1 · 2 · 3 · 4 · 5 · 6 · 7 · 8 · 9 · 10 · 11 · 12 · 13 · 14 · 15 · 16 · 17 · 18 · 19 · 20 · 21 · 22 · 23 · 24 · 25 · 26 · 27 · 28 · 29 · 30 · >>